# Zygmunt Żymełka
Zygmunt Stanisław Żymełka (ur. 16 listopada 1933 w Rudzie, zm. 31 maja 2016 w Rudzie Śląskiej) – polski polityk, inżynier, samorządowiec, prezydent Rudy Śląskiej i poseł na Sejm III kadencji.

## Życiorys
Syn Maksymiliana i Małgorzaty. W 1964 ukończył studia na Wydziale Górniczym Politechniki Śląskiej. Zawodowo związany z Kopalnią Węgla Kamiennego „Halemba”. Był członkiem NSZZ „Solidarność”. W 1990 i 1994 rada miejska powoływała go na urząd prezydenta Rudy Śląskiej, został odwołany w trakcie II kadencji w 1995. Przez trzy kadencje (1990–2002) pełnił funkcję radnego.
Związany z lokalnym Związkiem Górnośląskim. W latach 90. związany był z Partią Republikanie. W wyborach parlamentarnych w 1997 jako bezpartyjny kandydował bez powodzenia z listy Unii Wolności w okręgu katowickim. Mandat posła objął w 2001, zastępując Leszka Balcerowicza. W tym czasie organizował struktury związanego z Andrzejem Olechowskim stowarzyszenia Obywatele dla Rzeczypospolitej. Krótko był członkiem klubu parlamentarnego UW, następnie posłem niezrzeszonym. Nie ubiegał się o reelekcję.
W 2002 kandydował na prezydenta Rudy Śląskiej, zajmując 5. miejsce spośród 8 kandydatów, po czym wycofał się z działalności politycznej. W 2014 przystąpił do Polski Razem Jarosława Gowina, w tym samym roku kandydował z ramienia PSL w wyborach do sejmiku.
Pochowany na cmentarzu parafialnym w Rudzie Śląskiej.